# Renaldo Nehemiah
Renaldo Nehemiah (ur. 24 marca 1959 w Newark) – amerykański  lekkoatleta (płotkarz), pierwszy człowiek, który przebiegł dystans 110 metrów przez płotki w czasie poniżej 13 sekund.

## Życiorys
W 1979 dwukrotnie ustanowił rekord świata w biegu na 110 metrów przez płotki: 14 kwietnia w San Jose uzyskał czas 13,16 s (poprawiając dotychczasowy rekord należący do Alejandro Casañasa z Kuby o 0,05 s), a 6 maja w Los Angeles przebiegł ten dystans w 13,00 s.
Zwyciężył w biegu na 100 metrów przez płotki na igrzyskach panamerykańskich w 1979 w San Juan (wyprzedzając Casañasa i swego kolegę z reprezentacji USA Charlesa Fostera) oraz w zawodach pucharu świata w 1979 w Montrealu (przed Thomasem Munkeltem z Niemieckiej Republiki Demokratycznej i Casañasem.
Zakwalifikował się do reprezentacji Stanów Zjednoczonych na igrzyska olimpijskie w 1980 w Moskwie i był zdecydowanym faworytem do zwycięstwa. Nie wystąpił jednak wskutek bojkotu tych igrzysk przez Stany Zjednoczone.Wziął za to udział w zawodach Liberty Bell Classics, zorganizowanych w Filadelfii dla lekkoatletów z państw, które zbojkotowały igrzyska olimpijskie. Zajął w nich 1. miejsce w biegu na 110 metrów przez płotki przed innym Amerykaninem Tonie Campbellem.
19 sierpnia 1981 w Zurychu poprawił własny rekord świata w biegu na 110 m przez płotki uzyskując czas 12,93 s. Wynik ten był rekordem świata do 1989, kiedy to został poprawiony przez Rogera Kingdoma o 0,01 s.  
W 1982 podpisał zawodowy kontrakt z zespołem futbolu amerykańskiego San Francisco 49ers i występował w nim do 1985 na pozycji wide receiver. W 1985 zdobył z tą drużyną Super Bowl. Od 1986 wznowił karierę lekkoatletyczną i kontynuował ją do 1993 .
Nehemiah był mistrzem Stanów Zjednoczonych (AAU) w biegu na 110 metrów przez płotki w latach 1978–1980 i brązowym medalistą w 1981. Był również halowym mistrzem USA w biegu na 60 jardów przez płotki w 1979. Zdobył także akademickie mistrzostwo USA (NCAA) na otwartym stadionie w biegu na 110 metrów przez płotki w 1979 oraz w hali w biegu na 60 jardów przez płotki w 1978 i 1979.
Rekordy życiowe Nehemiaha:
| Konkurencja                           | Data i miejsce                | Wynik |
| ------------------------------------- | ----------------------------- | ----- |
| bieg na 110 metrów przez płotki       | 19 sierpnia 1981, Zurych      | 12,93 |
| bieg na 100 metrów                    | 26 czerwca 1979, Västerås     | 10,24 |
| bieg na 200 metrów                    | 21 kwietnia 1979, Chapel Hill | 20,37 |
| bieg na 50 metrów przez płotki (hala) | 3 lutego 1979, Edmonton       | 6,36  |
| bieg na 60 metrów przez płotki (hala) | 10 marca 1989, Madryt         | 7,50  |